# Parc national de Cross River
Le parc national de Cross River (anglais : Cross River National Park) est un parc national situé dans l'état de Cross River au Nigeria. Il est créé en 1991. Il est constitué de deux aires protégées non adjacentes, celle de Okwangwo et celle de Oban.
Depuis octobre 2020, le parc national fait partie de la réserve de biosphère d'Oban, ainsi que de la réserve de biosphère d’Okangwo dans sa partie septentrionale.

## Menaces sur le parc national
En 2017, 75 000 hectares de forêts du parc, vont être rasés pour des plantations d'ananas, au profit du groupe Dangote.